# Haeterius zelus
Haeterius zelus är en skalbaggsart som beskrevs av Henry Clinton Fall 1917. Haeterius zelus ingår i släktet Haeterius och familjen stumpbaggar. Inga underarter finns listade i Catalogue of Life.